# Casa consistorial de Bermeo
La casa consistorial de Bermeo en Vizcaya (País Vasco, España) es un edificio ubicado en el corazón del casco histórico, en la plaza Sabino Arana, frente a la iglesia de Santa María. Fue construido en el siglo XVIII (1733), y recrecido en 1929 al levantar su cuarta planta, combinando la sobriedad de las tres primeras con el eclecticismo de esa última.
Es una construcción semiadosada de planta rectangular y aparejo de sillería tostada en fachada, que en la cuarta planta se combina con ladrillo. En alzado presenta planta baja y tres alturas, y se corona con una monumental cimera formada por el templete que acoge al reloj, y la airosa estructura metálica donde se ubica la campana.
En la planta baja de su fachada principal cuatro arcos de medio punto sobre pilares forman la galería corrida. En el interior de ésta, hay tres accesos adintelados, el principal con escalera semicircular volada de tres peldaños. Entre platabandas que la separan de planta baja y tercera, la planta noble presenta cuatro balcones, estando los centrales unidos por la misma repisa moldurada que configura el balcón. En la tercera planta aparecen cuatro balcones antepechados con rejería, y en el centro el escudo de Bermeo, tallado en jaspe, del escultor Andrés de Uribe. La antigua cornisa moldurada que remataba el edificio se decora en el ángulo de las fachadas con gárgola representando una cabeza de león.
La cuarta planta del edificio, es de estilo ecléctico combinando el monumentalismo barroco de la arquería y balaustrada centrales, con elementos de la arquitectura rústica vasca como los paños de ladrillo que flanquean los vanos y el alero de madera tallada en los laterales.
El edificio se corona con un templete para reloj y la estructura metálica anteriormente citados. En los extremos de la balaustrada y en los cuatro ángulos del templete, unos pináculos de piedra clara completan la decoración. La fachada lateral, en planta baja presenta un arco idéntico a los de la principal, y amplia ventana adovelada.
Entre el arco y el ángulo de fachadas hay dos fuentes gemelas de hierro decoradas con flores de gusto modernista y pila de mármol de Ereño. Las plantas superiores reproducen la fachada principal, reducida a dos vanos en segunda y tercera, y con tres vanos flanqueados por paños de ladrillo en la cuarta. En el espacio de la planta noble sobre la fuente, hay pintado un reloj de sol.
En el interior del edificio destaca la Sala de Reuniones, con decoración moldurada de inspiración renacentista, y dentro del contenido mueble tiene gran interés la colección pictórica con temática alusiva en su mayor parte a Bermeo y la costa vizcaína.